# 虞宅乡
虞宅乡，中国浙江省金华市浦江县下辖的一个乡。

## 行政区划
下辖以下地区：
马岭脚村、卢家村、桥头村、程丰村、智丰村、新光村、下湾村、利民村、高山村、前明村、虞宅村、先锋村、深渡村、外高坑村、里高坑村、王村、下张村、上张村和石台盘村。

## 中国传统村落
新光村获评“中国传统村落”。